# Alentejo (Wein)

Weinbaugebiet Alentejo

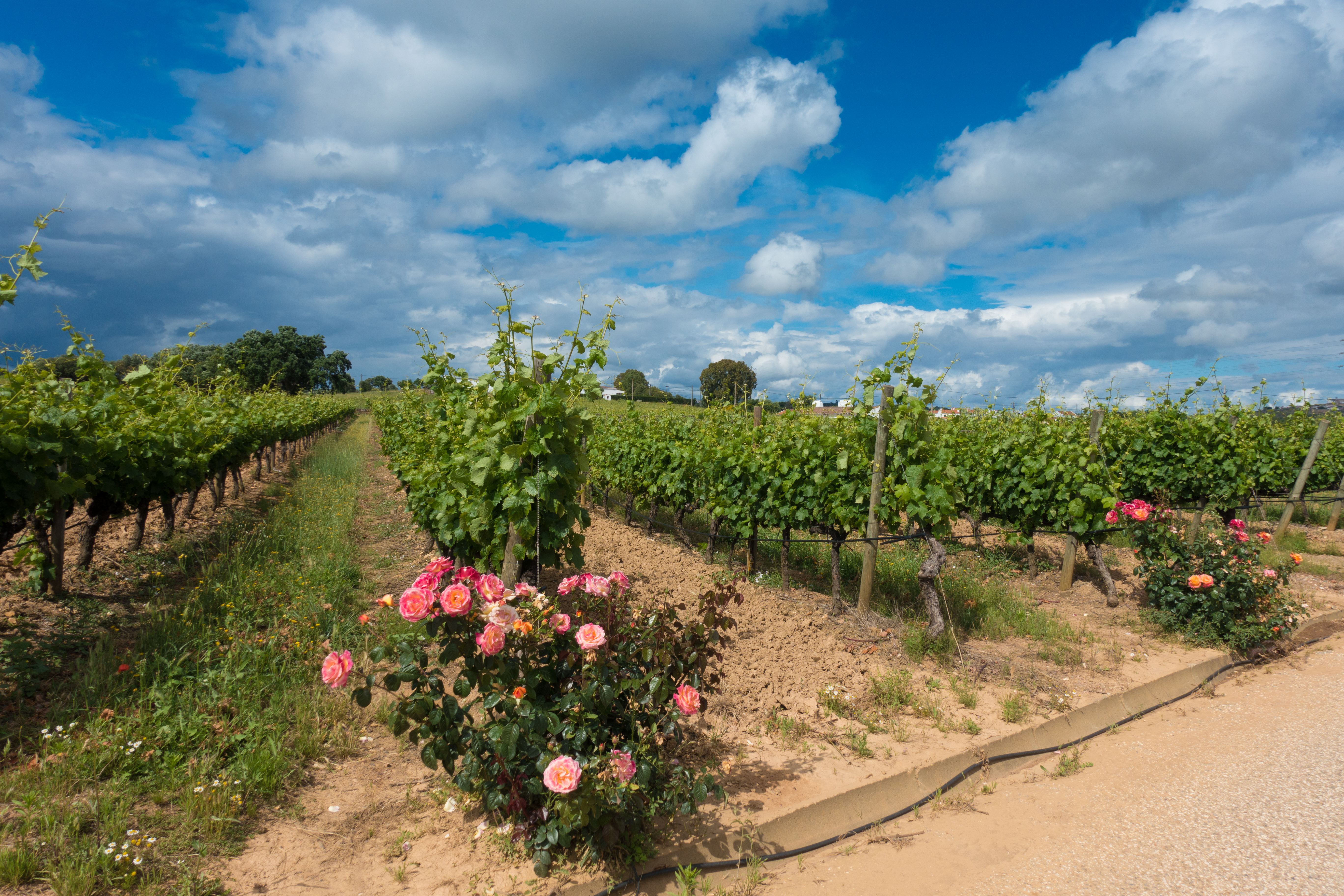
Weinfeld im Alentejo

Das Weinbaugebiet Alentejo ist eins der flächenmäßig größten und bedeutendsten in Portugal. Weinbau wird jedoch nahezu ausschließlich im Norden und Nordosten des Alentejo betrieben; der Süden ist nur dünn besiedelt und stärker bewaldet.

## Organisation
Im Jahr 1989 wurde von der in der Stadt Évora ansässigen privatrechtlichen Comissão Vitivinícola Regional Alentejana (CVRA) eine Denomination (DOC Alentejo) geschaffen, deren Einhaltung von derselben Organisation kontrolliert wird. Mittlerweile sind es zwei Denominationen, die eine Gesamtweinanbaufläche von ca. 22.000 ha beinhalten:
- Kernzone Alentejo: Gemeinden Borba, Évora, Granja/Amareleja, Moura, Portalegre, Redondo, Reguengos, Vidigueira
- Randzone Regional Alentejano: zahlreiche Gemeinden im Umland

## Böden und Klima
Die Weine der Denomination Alentejo wachsen zumeist auf felsigen Untergründen (Granit, Schiefer) in mittleren Höhenlagen um 200 m. Die Böden in den Randzonen sind deutlich tiefgründiger. Wegen der Nähe zum Atlantischen Ozean ist das Klima im Alentejo frostfrei.

## Weinsorten
- Rotweine: Alfrocheiro, Alicante Bouschet, Aragonez, Cabernet Sauvignon, Castelão, Syrah, Touriga Nacional
- Weißweine: Antão Vaz, Arinto, Fernão Pires, Manteudo, Perrum, Rabo de Ovelha, Siria (Roupeiro), Tamarez

## Talha-Weine
Im Alentejo werden teilweise noch die traditionellen „Talha-Weine“ produziert. Die Trauben werden hierzu nur leicht gekeltert und auf der Maische in großen, offenen Tontöpfen (den Talhas) unter Spontangärung ausgebaut. Die Tontöpfe können hierbei ein Volumen von bis zu 2000 Liter erreichen und sind oft über mehrere Generationen in Gebrauch.